# Alice Carpanese
Alice Carpanese (Padua, 19 de noviembre de 1987) es una deportista italiana que compitió en natación.
Ganó una medalla de bronce en el Campeonato Europeo de Natación de 2008, en la prueba de 4 × 200 m libre. Participó en los Juegos Olímpicos de Pekín 2008, ocupando el cuarto lugar en la misma prueba.

## Palmarés internacional
| Campeonato Europeo | Campeonato Europeo       | Campeonato Europeo | Campeonato Europeo |
| Año                | Lugar                    | Medalla            | Prueba             |
| ------------------ | ------------------------ | ------------------ | ------------------ |
| 2008               | Eindhoven (Países Bajos) | Medalla de bronce  | 4 × 200 m libre    |